# Sheldon Leonard
Sheldon Leonard, nato Sheldon Leonard Bershad (New York, 22 febbraio 1907 – Beverly Hills, 11 gennaio 1997), è stato un attore, produttore televisivo e regista statunitense.
Il suo nome ha ispirato i nomi dei due personaggi protagonisti della serie tv The Big Bang Theory.

## Biografia
Leonard nacque a Manhattan, borough di New York, il 22 febbraio del 1907 in una famiglia ebraica ashkenazita, figlio di Frank Bershad e di Anna Levit. Conseguita la laurea presso la Syracuse University, lavorò per diversi anni a Wall Street. Ritrovatosi disoccupato a seguito della grande depressione del 1929, decise di tentare la strada della recitazione e cinque anni dopo, nel 1934, debuttò a Broadway con Hotel Alimony. Apparve anche in altri spettacoli di successo come Having Wonderful Time e Kiss the Boys Goodbye.
Divenne in seguito tra i volti più frequenti e riconoscibili della Hollywood degli anni quaranta, interpretando diversi film come Tre settimane d'amore (1941), Gente allegra (1942), Il disertore (1942), Città senza uomini (1943), Avventura in montagna (1943), Passaporto per Suez (1943), Tre giorni di gloria (1944), Acque del Sud (1944), Il bandito senza nome (1946), La vita è meravigliosa (1946) e altri.
Tra le pellicole a cui prese parte negli anni cinquanta e sessanta, sono da ricordare I figli del secolo (1953), Bulli e pupe (1955) e Angeli con la pistola (1961), mentre tra le serie TV si segnalano The Duke, Make Room for Daddy e Big Eddie.
Nel 1950 intraprese fruttuosamente anche la carriera di produttore televisivo, affermandosi con diverse produzioni di successo (Make Room for Daddy, The Dick Van Dyke Show, Una famiglia si fa per dire, Good Morning, World, Le spie) vincitrici di numerosi Premi Emmy. Proprio ne Le spie, viene messo per la prima volta alla pari il ruolo di un bianco con quello di un afroamericano, interpretato nella serie da Bill Cosby.
È considerato l'inventore dello spin-off.

## Filmografia parziale come attore

### Cinema
- Si riparla dell'uomo ombra (Another Thin Man), regia di W. S. Van Dyke (1939)
- Tre settimane d'amore (Week-End in Havana), regia di Walter Lang (1941)
- Gente allegra (Tortilla Flat), regia di Victor Fleming (1942)
- Il disertore (Lucky Jordan), regia di Frank Tuttle (1942)
- Città senza uomini (City Without Men), regia di Sidney Salkow (1943)
- Avventura in montagna (Hit the Ice), regia di Charles Lamont (1943)
- Passaporto per Suez (Passport to Suez), regia di André De Toth (1943)
- Tre giorni di gloria (Uncertain Glory), regia di Raoul Walsh (1944)
- Acque del Sud (To Have and Have Not), regia di Howard Hawks (1944)
- Il Falco a Hollywood (The Falcon in Hollywood), regia di Gordon Douglas (1944)
- Il bandito senza nome (Somewhere in the Night), regia di Joseph L. Mankiewicz (1946)
- La vita è meravigliosa (It's a Wonderful Life), regia di Frank Capra (1946)
- Sinbad il marinaio (Sinbad, the Sailor), regia di Richard Wallace (1947)
- Gentiluomo ma non troppo (Alias a Gentleman), regia di Harry Beaumont (1948)
- Tutti conoscono Susanna (If You Knew Susie), regia di Gordon Douglas (1948)
- Musica per i tuoi sogni (My Dream Is Yours), regia di Michael Curtiz (1949)
- Passo falso (Take One False Step), regia di Chester Erskine (1949)
- Sterminio sul grande sentiero (The Iroquois Trail), regia di Phil Karlson (1950)
- Gianni e Pinotto contro l'uomo invisibile (Abbott and Costello Meet the Invisible Man), regia di Charles Lamont (1951)
- Il cane della sposa (Behave Yourself!), regia di George Beck (1951)
- Alcool (Come Fill the Cup), regia di Gordon Douglas (1951)
- Avvocato di me stesso (Young Man with Ideas), regia di Mitchell Leisen (1952)
- Quattro morti irrequieti (Stop, You're Killing Me), regia di Roy Del Ruth (1952)
- Il diamante del re (The Diamond Queen), regia di John Brahm (1953)
- I figli del secolo (Money from Home), regia di George Marshall (1953)
- Bulli e pupe (Guys and Dolls), regia di Joseph L. Mankiewicz (1955)
- Angeli con la pistola (Pocketful of Miracles), regia di Frank Capra (1961)
- Pollice da scasso (The Brink's Job), regia di William Friedkin (1978)

### Televisione
- General Electric Theater – serie TV, episodio 1x04 (1953)
- Damon Runyon Theater – serie TV, episodio 2x01 (1955)
- Screen Directors Playhouse – serie TV, episodio 1x15 (1956)
- La legge di Burke (Burke's Law) – serie TV, episodi 1x21-2x06 (1964)
- Le spie (I Spy) – serie TV, episodi 1x12-1x24 (1965-1966)
- La signora in giallo (Murder, She Wrote) – serie TV, episodio 6x16 (1990)

## Doppiatori italiani
- Alberto Sordi in Il bandito senza nome
- Luigi Pavese in La vita è meravigliosa
- Nino Pavese in Gianni e Pinotto contro l'uomo invisibile
- Bruno Persa in Avvocato di me stesso, Bulli e pupe

## Premi e riconoscimenti
- Primetime Emmy Awards
  - 1957 - Migliore regia di una serie drammatica puntate da massimo mezz'ora - Make Room for Daddy, episodio Danny's Comeback